# 上海グランド
『上海グランド』（シャンハイグランド、原題：新上海灘）は、1996年の香港映画。
1980年にチョウ・ユンファが主演し出世作となった、1920年代の上海租界を舞台とした香港の連続テレビドラマ『上海灘』（原題：上海灘）を、1996年にレスリー・チャン、アンディ・ラウ主演でリメイクした作品。2008年には中国においてホァン・シャオミン主演で再び連続テレビドラマ『新・上海グランド』（原題：新上海灘）としてリメイクされた。
ここではオリジナル作品である1980年の『上海灘』と、2008年のリメイク作品『新・上海グランド』についても説明する。

## 登場人物
許 文強（シュー・ウェンチャン）
台湾出身。日本の統治から逃れた脱走兵。 北京で学問を積んだ後、かつての恋人を探しに、上海へ。
馮 程程（フォン・チェンチェン）
誘拐されそうになったところを許文強と丁力に助けられる。文強に惹かれる。
父親は上海一のマフィアだが、それが原因で母が亡くなったこともあり、良く思っていない。
丁力（ディン・リー）
梨売りの青年。母の命の恩人である文強に多大なる恩義を感じ、弟分となる。母親思いで楽天家、気が弱いところもあるが、自身曰く「やる時はやる男」。
方 艶芸（ファン・イェンユン）
許文強のかつての恋人。上海の社交界の華として多くの男性から熱い視線を送られている。
馮 敬堯（フォン・ジンヤオ）
上海マフィアの頂点に立つ男。
祥叔（シャン）
馮敬堯の側近。

## テレビドラマ

### 1980年 『上海灘』
1980年3月10日から香港のテレビ局TVBで、チョウ・ユンファ主演の一編45分全25話が放送された。英語版でのタイトルは「The Bund」。香港ノワールの先駆けとして大変人気を博し、その後続編やパロディ等が相次いで作られることとなった。特に、許文強が殺害されるシーン、馮程程と丁力の結婚式のシーンなどが特によくパロディになるほどであった。
黄霑 (James Wong) 作詞、顧嘉煇 (Joseph Koo) 作曲で、葉麗儀 (Francis Yip) の歌う主題歌も香港ポップスの大ヒットとなり、1980年の香港10大ヒット（RTHK Top 10 Gold Songs Awards、十大中文金曲得獎）のひとつに選ばれた。

#### キャスト
- 許文強：チョウ・ユンファ
- 馮程程：趙雅芝
- 丁力：呂良偉
- 方艶芸：林建明
- 馮敬堯：劉慶基

#### スタッフ
- 編劇：梁建璋
- 統等：呉一帆
- 監督・製作：招振強

### 2008年 『新・上海グランド』
原題は『新上海灘』。2007年1月から中国本土で放映され、すべての放送局で異例の高視聴率を記録した。日本では、テレビ東京系列で放送された。作中、登場人物が和服を着用しているシーンが多いが、正しい着付はほとんどできておらず、女性用着物の襟をあらかじめ折らないまま着用していたり、襦袢と着物をあらかじめ重ねあわせた状態で着用し帯を締めていたり、甚だしいものでは合わせが逆になっていたりする。2010年にはTOKYO MXのTHE KAROKU THEATER枠で放送された。

#### キャスト
（）内は日本語吹替え。
- 許文強：ホァン・シャオミン（成田剣）
- 馮程程：スン・リー（坂本真綾）
- 丁力：ホァン・ハイポウ（檜山修之）
- 方艶芸：チェン・シュー（山田みほ）
- 馮敬堯：リー・シュエチェン（小山武宏）
- 祥叔：魯継先（林一夫）

#### スタッフ
- 製作：リー・ミー
- 監督：ガオ・シーシー
- 製作総指揮：ファン・ジュン

- 日本語版
  - 主題歌：「Destiny」 岡本真夜
  - 演出：岩田敦彦
  - 翻訳：最上麻衣子
  - テレビ東京プロデューサー：夏目健太郎
  - 制作：ブロードメディアスタジオ

#### 放映リスト
| 第1話  | 暗黒の街       | 第15話 | 復讐の虜     | 第29話 | 日出づる国   |
| 第2話  | 裏切りの波止場 | 第16話 | 天国と地獄   | 第30話 | 紅蓮の炎     |
| 第3話  | 社交界の華     | 第17話 | 奈落の底     | 第31話 | 闇よりの使者 |
| 第4話  | 運命の悪戯     | 第18話 | 聖母の祈り   | 第32話 | 悪の華       |
| 第5話  | 血の警告       | 第19話 | 迷宮の誘い   | 第33話 | 名誉ある孤立 |
| 第6話  | 謀略の渦       | 第20話 | 落日の挽歌   | 第34話 | 傾く天秤     |
| 第7話  | 燃ゆる野心     | 第21話 | 久遠の絆     | 第35話 | 別れの白刃   |
| 第8話  | 愛国の志       | 第22話 | 暁の空       | 第36話 | 愛のしるし   |
| 第9話  | 折れた翼       | 第23話 | 夢の雫       | 第37話 | 幸福の欠片   |
| 第10話 | 失意の果て     | 第24話 | 憂いの杯     | 第38話 | 三度消えし愛 |
| 第11話 | 焦がれる胸     | 第25話 | 逢魔が時     | 第39話 | 滲む夜空     |
| 第12話 | 招かれざる客   | 第26話 | 泪の雨       | 第40話 | 憎悪の化身   |
| 第13話 | 嘆きの海       | 第27話 | 孤高の筆     | 第41話 | 彷徨う魂     |
| 第14話 | 募る想い       | 第28話 | 永遠なる瞬き | 第42話 | 悠久の大河   |

| TOKYO MX THE KAROKU THEATER | TOKYO MX THE KAROKU THEATER            | TOKYO MX THE KAROKU THEATER               |
| 前番組                      | 番組名                                 | 次番組                                    |
| --------------------------- | -------------------------------------- | ----------------------------------------- |
| -                           | 新・上海グランド (2010.2.4 - 2010.6.2) | 彼と私と両家の事情 (2010.6.3 - 2010.8.28) |

## 映画
キャッチコピーは愛か憎しみか聞かないでくれ。——ここでしか、見られない夢がある——。
香港映画祭でアクション部門など全4部門にノミネートされた。

### キャスト
俳優の横のカッコ内はDVD日本語吹替キャスト。
- 許文強（ホイ・マンキョン）：レスリー・チャン（安井邦彦）
- 丁力（ディン・リク）：アンディ・ラウ（平田広明）
- ニン・チン（小山裕香）
- ウー・シンクオ（中村正）
- アマンダ・リー
- ラウ・シュン
- チョン・ウソン

### スタッフ
- 監督：プーン・マンキ
- 製作：ツイ・ハーク
- 撮影：プーン・ハンサン
- 脚本：プーン・マンキ、サンディ・ショウ
- アクション監督：トン・ワイ
- 音楽：ウー・ワイラップ